# Jeff Chabot
Julian Jeffrey Gaston „Jeff“ Chabot (* 12. Februar 1998 in Hanau) ist ein deutscher Fußballspieler. Er steht seit Juli 2024 beim VfB Stuttgart unter Vertrag.

## Karriere

### Verein
Jeff Chabot, Sohn einer französischen Mutter und eines deutschen Vaters, erblickte in Hanau im Ballungsraum von Frankfurt am Main das Licht der Welt und wuchs in Dieburg in der Nähe von Darmstadt auf. Dieburg liegt rund 40 Kilometer von Frankfurt entfernt und so landete er als Kind in der Jugendabteilung der Eintracht. Dort spielte Chabot fünf Jahre, ehe er nach Nürnberg zum „Glubb“ wechselte, doch „der Schritt war“, laut seinen Aussagen, „zu früh“ und er „zu jung“, weshalb er nach einem Jahr in die „Bankenmetropole“ zurückkehrte. Es waren auch persönliche Gründe, weshalb er 2014 endgültig Frankfurt am Main verließ und zu RB Leipzig wechselte. Chabot spielte drei Jahre in den Jugendmannschaften der „Roten Bullen“, deren Profimannschaft 2016 in die Bundesliga aufstieg. Für diese kam er nie zum Einsatz. Für die zweite Mannschaft von RB Leipzig spielte er in Punktspielen ein einziges Mal.
Im Sommer 2017 zog es Chabot schließlich in die Niederlande zu Sparta Rotterdam. Kam er vor dem Jahreswechsel noch nicht regelmäßig zum Einsatz, war er in der Folge als Innenverteidiger erste Wahl. Dabei gelang Jeff Chabot am 26. Januar 2018 bei der 1:2-Niederlage beim sc Heerenveen sein erstes Profitor. Er ging mit Sparta, welcher zusammen mit Excelsior im Schatten des großen Feyenoord Rotterdam steht, in die Auf-und-Abstiegs-Play-offs, wo der Verein sich gegen den FC Dordrecht durchsetzen konnte, allerdings dann am FC Emmen scheiterte und somit in die zweite Liga abstieg. In diesen Partien fehlte Chabot wegen einer Bänderdehnung. Nach dem Abstieg von Sparta Rotterdam entschied sich Chabot für einen Wechsel zum nordniederländischen Traditionsverein FC Groningen, wo er sich nach kurzer Zeit als Stammspieler etablierte. Die Groninger erreichten die ligainternen Play-offs um die Teilnahme an den europäischen Wettbewerben und dabei trafen sie im Halbfinale auf Vitesse Arnheim, doch nach einem 2:1-Heimsieg und einer 1:3-Niederlage in Arnheim war der Traum vom Europapokal für den FC Groningen beendet. Dabei stand Chabot in beiden Partien nicht im Kader.
Zur Saison 2019/20 verpflichtete ihn der ehemalige italienische Europapokalsieger Sampdoria Genua. Infolge mangelnder Einsatzzeiten ließ er sich im September 2020 – aufgrund der COVID-19-Pandemie endete die Saison 2019/20 später und daher begann die Folgespielzeit auch später – an den Serie-A-Aufsteiger Spezia Calcio verleihen. War Chabot zunächst Teil der Stammelf, fand er sich ab Februar 2021 oftmals auf der Ersatzbank wieder und verpasste aufgrund einer Sprunggelenksverletzung das Ende der Saison. Nach Ende des Leihvertrages kehrte er nach Genua zurück, wo er sich weiterhin nicht in der Stammelf etablieren konnte.
Ende Januar 2022 wechselte Jeff Chabot daher bis zum 30. Juni 2023 auf Leihbasis in die Bundesliga zum 1. FC Köln und kehrte somit nach mehr als vier Jahren nach Deutschland zurück. Die Domstädter, die in der vorangegangenen Spielzeit unter Friedhelm Funkel erst in der Relegation gegen den Zweitligisten Holstein Kiel dem Abstieg aus dem Oberhaus entronnen waren, spielten unter dem Funkel-Nachfolger Steffen Baumgart – für viele überraschend – um die Teilnahme am Europapokal mit und am Ende der Saison stand die Qualifikation für die Conference League. Dabei kam Chabot zu lediglich vier Einsätzen. Auch in der Folgesaison war er bis zum Jahreswechsel – wegen der Winter-WM in Katar hatte die Winterpause früh begonnen – kein Stammspieler und zudem zog er sich eine Sprunggelenksverletzung zu. Daher kam Jeff Chabot, der einen Einsatz im Rückspiel in der Conference-League-Qualifikationsspiel gegen MOL Fehervar hatte, in der Gruppenphase der Conference League, in der der „Effzeh“ auf OGC Nizza, FC Slovacko und Partizan Belgrad traf, zu keinem Spiel und die Kölner schieden in diesem Wettbewerb als Gruppendritter aus. Nach dem Jahreswechsel etablierte er sich als Innenverteidiger und schaffte mit dem 1. FC Köln als Tabellenelfter den Klassenerhalt. Im Sommer 2024 wechselte er zum VfB Stuttgart.

### Nationalmannschaft
Er war Nachwuchsnationalspieler Deutschlands.

## Titel
- Deutscher Pokalsieger: 2025 (VfB Stuttgart)